# 1340
Évszázadok: 13. század – 14. század – 15. század
Évtizedek: 1290-es évek – 1300-as évek – 1310-es évek – 1320-as évek – 1330-as évek – 1340-es évek – 1350-es évek – 1360-as évek – 1370-es évek – 1380-as évek – 1390-es évek
Évek: 1335 – 1336 – 1337 – 1338 –  1339 – 1340 – 1341 – 1342 – 1343 – 1344 – 1345

## Események

### Határozott dátumú események
- január 26. – III. Eduárd francia királlyá nyilvánítja magát.
- június 24. – A sluysi csata[1] az angol és a francia tengeri flotta között. A csatában a francia flotta majdnem teljesen megsemmisül.

### Határozatlan dátumú események
- az év folyamán –
  - Nyolc év interregnum után IV. Valdemar, II. Kristóf fia lép trónra Dániában.
  - Károly Róbert magyar, és III. Kázmér lengyel király együtt visel hadat a tatárok ellen.
  - I. Baszileioszt özvegye (a bigámista uralkodó törvényes első felesége, aki feltételezhetően megmérgezte férjét), Eiréné Palaiologina követi a Trapezunti Császárság trónján (1341-ig uralkodik).
  - Rozsnyó városi kiváltságot kap.
  - Königsberg városát felveszik a Hanza-szövetség tagjai közé.[2]
  - Étienne Aubert-t nevezik ki a franciaországi Clermont püspökévé. (Hivatalát 1342-ig viselte.)[3]

## Születések
- VI. Haakon norvég király († 1380)

## Halálozások
- április 6. – I. Baszileiosz trapezunti császár (* 1304 körül)